# Lijst van 3FM Megahits in 2024
Deze hits waren in 2024 3FM Megahit op NPO 3FM:
| Nr.  | Week    | Artiest                                                                               | Titel                                                                                 |
| ---- | ------- | ------------------------------------------------------------------------------------- | ------------------------------------------------------------------------------------- |
| 1525 | Week 1  | Teddy Swims                                                                           | The Door                                                                              |
| 1526 | Week 2  | Goldkimono                                                                            | Money in My Head                                                                      |
| 1527 | Week 3  | Froukje                                                                               | Kwijt                                                                                 |
| 1528 | Week 4  | Claude                                                                                | Écoutez-moi                                                                           |
| 1529 | Week 5  | Rondé                                                                                 | Undecided                                                                             |
| 1530 | Week 6  | Oscar and the Wolf                                                                    | Angel Face                                                                            |
| 1531 | Week 7  | Nothing but Thieves                                                                   | Oh No :: He Said What?                                                                |
| 1532 | Week 8  | Beyoncé                                                                               | Texas Hold 'Em                                                                        |
| 1533 | Week 9  | Only The Poets                                                                        | One More Night                                                                        |
| 1534 | Week 10 | Joost                                                                                 | Europapa                                                                              |
| 1535 | Week 11 | The Indien                                                                            | How Many Nights                                                                       |
| 1536 | Week 12 | Zerb & Sofiya Nzau                                                                    | Mwaki                                                                                 |
| 1537 | Week 13 | Djo                                                                                   | End of Beginning                                                                      |
| 1538 | Week 14 | Goldband                                                                              | You & Me                                                                              |
| 1539 | Week 15 | Imagine Dragons                                                                       | Eyes Closed                                                                           |
| 1540 | Week 16 | Dua Lipa                                                                              | Illusion                                                                              |
| 1541 | Week 17 | Taylor Swift & Post Malone                                                            | Fortnight                                                                             |
| 1542 | Week 18 | Maan                                                                                  | Paranoia                                                                              |
| 1543 | Week 19 | Justice & Tame Impala                                                                 | Neverender                                                                            |
| 1544 | Week 20 | Post Malone & Morgan Wallen Joost                                                     | I Had Some Help (tot zondag 12 mei) Europapa (vanaf zondag 12 mei)                    |
| 1545 | Week 21 | Billie Eilish                                                                         | Lunch                                                                                 |
| 1546 | Week 22 | Benson Boone                                                                          | Slow It Down                                                                          |
| 1547 | Week 23 | Oscar and the Wolf                                                                    | Somebody Without U                                                                    |
| 1548 | Week 24 | Myles Smith                                                                           | Stargazing                                                                            |
| 1549 | Week 25 | Froukje                                                                               | We Hebben De Tijd                                                                     |
| 1550 | Week 26 | Coldplay                                                                              | Feels Like I'm Falling in Love                                                        |
| 1551 | Week 27 | Jamie xx & Robyn                                                                      | Life                                                                                  |
| 1552 | Week 28 | Billie Eilish                                                                         | Birds Of A Feather                                                                    |
| 1553 | Week 29 | Rondé                                                                                 | Taking My Love Back                                                                   |
| 1554 | Week 30 | Chappell Roan                                                                         | Good Luck, Babe!                                                                      |
| 1555 | Week 31 | Adam Port, Stryv & Malachiii                                                          | Move                                                                                  |
| 1556 | Week 32 | Dasha                                                                                 | Didn't I                                                                              |
| 1557 | Week 33 | Charli XCX                                                                            | Apple                                                                                 |
| 1558 | Week 34 | Hozier                                                                                | Nobody's Soldier                                                                      |
| 1559 | Week 35 | Coldplay, Little Simz, Burna Boy, Elyanna & TINI                                      | We Pray                                                                               |
| 1560 | Week 36 | Froukje & S10                                                                         | Ik haat hem voor jou                                                                  |
| 1561 | Week 37 | Son Mieux                                                                             | Free For Another Day                                                                  |
| 1562 | Week 38 | The Weeknd                                                                            | Dancing In The Flames                                                                 |
| 1563 | Week 39 | Teddy Swims                                                                           | Bad Dreams                                                                            |
| 1564 | Week 40 | Fontaines D.C.                                                                        | In The Modern World                                                                   |
| 1565 | Week 41 | The Indien                                                                            | Dancing on My Feelings                                                                |
| 1566 | Week 42 | Gracie Abrams                                                                         | I Love You, I'm Sorry                                                                 |
| 1567 | Week 43 | Pommelien Thijs & MEAU                                                                | Het midden                                                                            |
| 1568 | Week 44 | Oscar and the Wolf                                                                    | Spill My Liquor                                                                       |
| 1569 | Week 45 | S10                                                                                   | Mijn Haren Ruiken Naar Vuur                                                           |
| 1570 | Week 46 | Tom Grennan                                                                           | Higher                                                                                |
| 1571 | Week 47 | Sam Fender                                                                            | People Watching                                                                       |
| 1572 | Week 48 | Gracie Abrams                                                                         | That's So True                                                                        |
| 1573 | Week 49 | Pawsa & Adventures of Stevie V                                                        | Dirty Cash (Money Talks)                                                              |
| 1574 | Week 50 | Rondé                                                                                 | I Believe in Love                                                                     |
| 1575 | Week 51 | Chef'Special                                                                          | C'est La Vie                                                                          |
| -    | Week 52 | Geen 3FM Megahit in verband met de 3FM Serious Request-week en de Top Serious Request | Geen 3FM Megahit in verband met de 3FM Serious Request-week en de Top Serious Request |

1993 · 
1994 ·
1995 · 
1996 ·
1997 ·
1998 ·
1999 ·
2000 ·
2001 ·
2002 ·
2003 ·
2004 ·
2005 ·
2006 ·
2007 ·
2008 ·
2009 ·
2010 ·
2011 ·
2012 ·
2013 ·
2014 ·
2015 ·
2016 ·
2017 ·
2018 ·
2019 ·
2020 ·
2021 ·
2022 ·
2023 ·
2024 ·
2025